# Jodocus Kedd
Jodocus Kedd (* 1. März 1597 in Emmerich; † 27. März 1657 in Wien) war ein deutscher Jesuit und Kontroverstheologe.

## Leben
Er stammte aus dem deutsch-niederländischen Grenzgebiet und sprach und schrieb sowohl Niederländisch als auch Hochdeutsch. Nach seinem Ordenseintritt 1617 lehrte er an verschiedenen Jesuitenschulen antike Sprachen und Literatur sowie Logik. Später widmete er sich ganz der katholischen Mission in den calvinistischen und lutherischen Territorien und der antiprotestantischen Polemik. 1632 und 1635 war er im Ordensauftrag in Dänemark, in den späten 1640er Jahren wohl in Aachen. 1649–1652 wirkte er im multikonfessionellen Friedrichstadt im Herzogtum Schleswig. 1652 wurde er zur Mitarbeit bei der Rekatholisierung Böhmens und der angrenzenden habsburgischen Länder nach Prag gesandt.
Kedd veröffentlichte fast 70 kleinere und größere Schriften, häufig im Rahmen literarisch-theologischer Auseinandersetzungen mit Verteidigung und Gegenangriff. Bis 1650 schrieb er überwiegend niederländisch – viele dieser Werke erschienen in Roermond –, danach ausschließlich deutsch. Er gehörte zu den namhaftesten Kontroverstheologen seiner Zeit und wirkte bei zahlreichen Konversionen mit, darunter denen von Angelus Silesius, Ernst von Hessen-Rheinfels und Gustav Adolf von Nassau-Idstein. Unter seinen lutherischen Streitgegnern waren der Schleswiger Generalsuperintendent Johann Reinboth in seiner Friedrichstadter Zeit und der Stuttgarter Konsistorialrat Melchior Nicolai während des Regensburger Reichstags 1653–1654. Sein Hauptwerk ist die dreibändige Heliopolis oder Sonnen-Statt Vnsers Heylandts und Seligmachers Iesu Christi Welche ist die wahre allein Seligmachende Allgemeine H. Kirch (Köln 1649–1650), mit der er Friedrich III. von Schleswig-Holstein-Gottorf zu bekehren hoffte.